# Nanporo
Nanporo (南幌町, Nanporo-chō) est un bourg situé dans le district de Sorachi de la sous-préfecture de Sorachi, sur l'île de Hokkaidō, au Japon. C'est une cité-dortoir de Sapporo.

## Géographie

### Démographie
Au 31 mars 2015, la population de Nanporo s'élevait à 8 051 habitants répartis sur une superficie de 81,36 km2.